# جيرالدين روكفلر دودغ
جيرالدين روكفلر دودغ (بالإنجليزية: Geraldine Rockefeller Dodge)‏ هي نجمة اجتماعية أمريكية، ولدت في 3 أبريل 1882 في نيويورك في الولايات المتحدة، وتوفيت في 13 أغسطس 1973 في ماديسون في الولايات المتحدة بسبب مرض.